# Andrej Voronichin

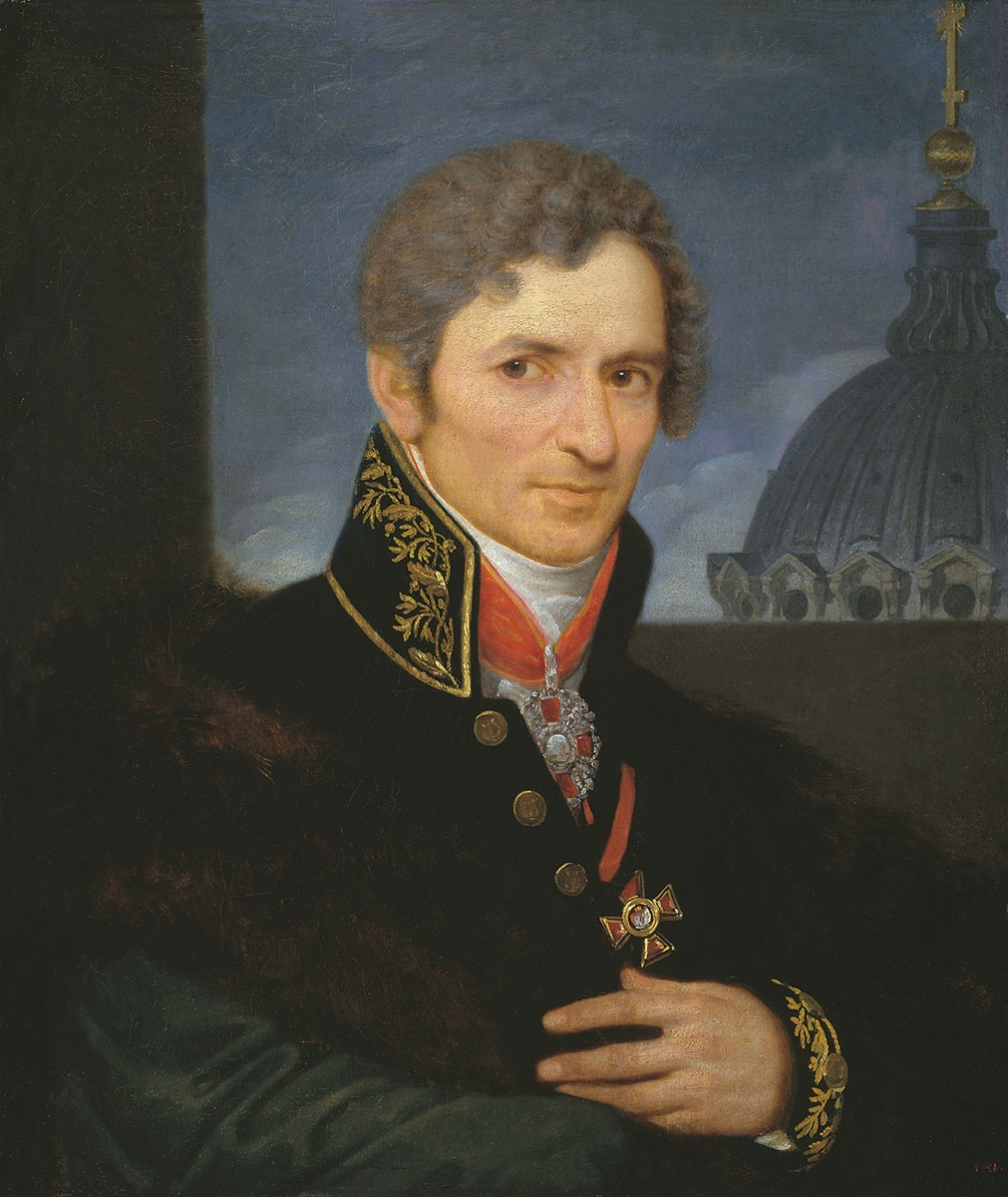
Porträtt av Voronichin.

Andrej Nikiforovitj Voronichin, född 1759, död 1814, var en rysk arkitekt. Han var en av de främsta företrädarna för den nyklassicistiska arkitekturen i Sankt Petersburg. Till hans huvudverk hör Kazankatedralen (1801–1811) och Gruvinstitutet (1806–1811) i Sankt Petersburg.